# Xã Woodbury, Quận Cumberland, Illinois
Xã Woodbury (tiếng Anh: Woodbury Township) là một xã thuộc quận Cumberland, tiểu bang Illinois, Hoa Kỳ. Năm 2010, dân số của xã này là 604 người.